# Harpiocephalus harpia
Harpiocephalus harpia (Temminck, 1840) è un pipistrello della famiglia dei Vespertilionidi diffuso nel Subcontinente indiano e nell'Ecozona orientale.

## Descrizione

### Dimensioni
Pipistrello di medie dimensioni, con la lunghezza della testa e del corpo tra 60 e 75 mm, la lunghezza dell'avambraccio tra 44,1 e 50,1 mm, la lunghezza della coda tra 40 e 50 mm, la lunghezza del piede tra 10 e 14 mm, la lunghezza delle orecchie tra 15 e 18 mm e un peso fino a 23 g.

### Aspetto
La pelliccia è lunga, densa, soffice e si estende sulle zampe, i piedi e sulle ali fino all'altezza dei gomiti e delle ginocchia. Le parti dorsali sono bruno-arancioni con la base dei peli grigio scura,  mentre le parti ventrali sono marroni chiare. Il muso è corto, conico, ricoperto di peli, con le narici tubulari e protuberanti. Gli occhi sono molto piccoli. Le orecchie sono arrotondate e ben separate tra loro. Il trago è lungo, con un profondo incavo alla base posteriore. Le ali sono attaccate posteriormente alla base delle dita dei piedi.  La coda è lunga ed inclusa completamente nell'ampio uropatagio, il quale è densamente ricoperto di peli. Il cariotipo è 2n=44 FN=52.

## Biologia

### Comportamento
Si rifugia molto probabilmente tra il denso fogliame.

### Alimentazione
Si nutre di coleotteri.

## Distribuzione e habitat
Questa specie è diffusa nell'Asia meridionale, dall'India, Cina meridionale attraverso l'Indocina fino alle Filippine, Lombok e Ambon nelle Isole Molucche.
Vive nelle foreste primarie e secondarie sia di pianura che montane tra 300 e 2.480 metri di altitudine.

## Tassonomia
Sono state riconosciute 4 sottospecie:
- H.h.harpia: Giava, Bali, Lombok;
- H.h.lasyurus (Hodgson, 1847): Stati indiani dell'Assam, Kerala, Meghalaya, Mizoram, Sikkim, West Bengal; Myanmar centrale;
- H.h.madrassius (Thomas, 1923): Stato indiano del Tamil Nadu;
- H.h.rufulus (G. M. Allen, 1913): Province cinesi dello Yunnan, Guangdong, Fujian, Taiwan; Vietnam; Sumatra; Isole Filippine: Luzon, Leyte, Mindanao, Negros, Palawan.

## Conservazione
La IUCN Red List, considerato il vasto areale e la popolazione presumibilmente numerosa, classifica H.harpia come specie a rischio minimo (Least Concern)).